# Johannes Phallenius
Johannes Phallenius, född februari 1613 i Vimmerby socken, död 25 mars 1695 i Hovs socken, var en svensk präst i Hovs församling. 

## Biografi
Phallenius föddes februari 1613 på Falla i Vimmerby socken. Han var son till Per. Phallenius prästvigdes 28 augusti 1643. Han blev 1644 rektor i Skänninge stad. Phallenius blev 20 juni 1667 kyrkoherde i Hovs församling. Han var mellan 1676 och 1691 kontraktsprost i Göstrings kontrakt. Phallenius avled 25 mars 1695 i Hovs socken.

### Familj
Phallenius gifte sig första gången 1648 med Karin Nilsdotter (1627–1666). Hon var dotter till borgmästaren Nils Nilsson i Linköpings stad. De fick tillsammans barnen Nild (född 1649), Petrus, Ingeborg (född 1653), Anna (född 1660), Karin (1662–1662) och Hans (1663–1681).
Phallenius gifte sig andra gången 10 september 1667 med Sara Rymonius. Hon var dotter till kyrkoherden Andreas Petri Normolander och Anna Jönsdotter i Hovs socken. De fick tillsammans barnen Andreas Phallén, Olaus (1669–1669), Claudius (1670–1709), Johannes (1672–1769), Israel (1675–1713), Karin (född 1677), Elisabet (född 1679), Daniel (1681–1709) och Maria (född 1682).